# Ingram (Pennsilvània)
Ingram és una població dels Estats Units a l'estat de Pennsilvània. Segons el cens del 2000 tenia 3.712 habitants.

## Demografia
Segons el cens del 2000, Ingram tenia 3.712 habitants, 1.565 habitatges, i 971 famílies. La densitat de població era de 3.257,3 habitants per quilòmetre quadrat.
Dels 1.565 habitatges en un 28,8% hi vivien nens de menys de 18 anys, en un 45,8% hi vivien parelles casades, en un 12,5% dones solteres, i en un 37,9% no eren unitats familiars. En el 33,1% dels habitatges hi vivien persones soles el 12,3% de les quals corresponia a persones de 65 anys o més que vivien soles. El nombre mitjà de persones vivint en cada habitatge era de 2,33 i el nombre mitjà de persones que vivien en cada família era de 3,01.
Per edats la població es repartia de la següent manera: un 22,7% tenia menys de 18 anys, un 8,4% entre 18 i 24, un 30,9% entre 25 i 44, un 21,8% de 45 a 60 i un 16,2% 65 anys o més.
L'edat mediana era de 38 anys. Per cada 100 dones de 18 o més anys hi havia 84,8 homes.
La renda mediana per habitatge era de 35.308 $ i la renda mediana per família de 45.824 $. Els homes tenien una renda mediana de 32.500 $ mentre que les dones 27.417 $. La renda per capita de la població era de 18.668 $. Entorn del 7,4% de les famílies i el 8,2% de la població estaven per davall del llindar de pobresa.

## Poblacions més properes
El següent diagrama mostra les poblacions més properes.